# (173) Ino
(173) Ino es un asteroide que forma parte del cinturón de asteroides y fue descubierto el 1 de agosto de 1877 por Alphonse Louis Nicolas Borrelly desde el observatorio de Marsella, Francia.
Está nombrado por Ino, un personaje de la mitología griega.

## Características orbitales
Ino orbita a una distancia media del Sol de 2,744 ua, pudiendo alejarse hasta 3,309 ua. Su inclinación orbital es 14,21° y la excentricidad 0,206. Emplea en completar una órbita alrededor del Sol 1660 días.